# Ellen Ochoa
Ellen Lauri Ochoa (Los Angeles, 10 mei 1958) is een voormalig Amerikaans ruimtevaarder. Ochoa's eerste ruimtevlucht was STS-56 met de spaceshuttle Discovery en vond plaats op 8 april 1993. Tijdens de missie werd onderzoek gedaan met behulp van ATLAS-2 (Atmospheric Laboratory for Applications and Sciences).
Ochoa maakte deel uit van NASA Astronaut Group 13. Deze groep van 23 astronauten begon hun training in januari 1990 en werden in juli 1991 astronaut. In totaal heeft Ochoa vier ruimtevluchten op haar naam staan, waaronder meerdere missies naar het Internationaal ruimtestation ISS. In 2003 verliet zij NASA en ging zij als astronaut met pensioen. Momenteel is zij directrice van het Johnson Space Center.